# Estrella Torres
Estrella Jazmín Torres Albarrán (Pacasmayo, La Libertad, 4 de julio de 1997) es una cantante y empresaria peruana, reconocida principalmente por haber integrado los grupos musicales de cumbia peruana Corazón Serrano y Puro Sentimiento.

## Trayectoria
Torres comienza su carrera artística a los 16 años integrando la banda musical de cumbia peruana Corazón Serrano, como la cuarta integrante de la agrupación, aquella con que alcanzaría a la fama, Como integrante del dicho grupo, interpretó los temas «Cuatro mentiras» «Con la misma moneda» «Decidí vivir sin ti» y «Qué hice mal». En 2014, participó en el reality de imitaciones Yo soy, la cual realizó una imitación a la cantautora chilena Myriam Hernández y no pasó al casting.
Tras retirarse de Corazón Serrano, en el año 2015 formó con sus excompañeras Lesly Águila y Thamara Gómez la agrupación musical femenina bajo el nombre de Puro Sentimiento con la colaboración de la productora MJC Eventos y lanzó la nueva versión del sencillo titulado Días felices.[cita requerida] En ese mismo año, fue incluida en el reparto de la telenovela Ven, baila, quinceañera donde intepretó a Mariafé Escalante, la amiga de Viviana Vílchez (quién sería interpretado por la cantante y actriz Mayra Goñi).
A lo paralelo con Puro Sentimiento en 2016, Torres integra el dúo musical Estrella & Tommy al lado de su expareja sentimental, el también cantante de cumbia peruana Tommy Portugal, la cual lanzó el tema bajo el nombre de «Me enamoré» en el año 2020 y ésta ingresó a la banda sonora de la teleserie cómica peruana De vuelta al barrio. Sin embargo, el proyecto no duró mucho tiempo, ya que ellos continuaron sus carreras artísticas cada uno.[cita requerida]
Debido a los problemas internos en el grupo musical, se retira de Puro Sentimiento en el año 2021 para que tiempo después, emprendería su carrera musical como solista a finales de año.
Como parte de su debut, Torres lanzó su primer tema musical bajo el nombre de «Ahí donde me ven», donde incluyendo su recopilación de los temas del dúo musical de baladas Ha*Ash titulado «Mix Ha*Ash». Además, colaboró con Luis Baca para el tema musical de la serie de televisión Junta de vecinos en el 2022 titulado como «Hasta que tú me quieras» y comenzó a incursionarse en el emprendimiento, lanzando su línea de ropa Atiq.
Participó en el reality de talentos El artista del año a finales de 2021, donde finalmente ocupó el tercer lugar durante 1 mes de competencia.
En enero de 2023, lanzó la versión del tema musical «Qué agonía», la cual formaría parte de su segundo álbum en solitario.
En el año 2025, se incorpora a la Orquesta Papillón, grupo musical de cumbia.

## Vida personal
Estrellia Jazmín Torres Albarrán nació el 4 de julio de 1997 en la ciudad de Pacasmayo del departamento de La Libertad, proveniente de una familia de clase media baja. Ella menciona en una entrevista del 2022 que su nombre dice Estrellita en su DNI, pero que se puso Estrella artísticamente.
Cursó sus estudios escolares en el Colegio San José en su distrito, para luego en su adolescencia dedicarse a la música, desempeñándose como vocalista.[cita requerida] Según en una entrevista que hizo para el programa nocturno La banda del Chino del canal peruano América Televisión, afirmó que en su etapa escolar sus compañeros del colegio la molestaban en horarios de clase. Poco tiempo después, Torres quedó huérfana cuando su padre fallece producto del infarto agudo de miocardio mientras estaba comenzando su carrera artística.
En el año 2023, contrajo matrimonio con el fisicoculturista peruano Kevin Salas en compañía de amigos y familiares en una ceremonia en privado.

## Discografía

### Álbumes con Corazón Serrano
- 2013: Corazón Serrano Vol. 4

#### Canciones
- «Cuatro mentiras»[4]
- «Decidí vivir sin ti»[6]
- «Con la misma moneda»[5][17]
- «Qué hice mal»
- «Mix Myriam Hernández»
- Hoy escribiré mi nueva historia
- Si te marchas
- Mix oreja de Vang Gogh
- Fue un error
- Vuelve cariño mío
- La Herida
- Ya no creo en el amor
- Separados
- Amor de que

### Álbumes como solista
- 2021: Ahí donde me ven
- 2023: Qué agonía

#### Canciones
- «Ahí dónde me ven»[18]
- «Mix Ha*Ash»
- «Todo es por ti» (Tema para Ven, baila, quinceañera)
- «Perú Bicentenario»
- «No perdamos más el tiempo»
- «Tengo algo más que decirte»
- «Peligroso»
- «Basta»
- «Nostalgia»
- «Qué agonía»[2]
- «Hasta que tú me quieras» (Tema para Junta de vecinos, ft. Luis Baca)[19]

### Discografía con Estrella & Tommy
- 2016: Estrella & Tommy Orquesta[11]
- 2017: El amor es de los dos

#### Canciones
- «El amor de los 2»[20]
- «Se que tu me extrañarás»
- «Me enamoré» (Tema para De vuelta al barrio)
- «Bésame»
- «Cómo decirle al corazón»[21]
- «Mix Costeño»

## Televisión
| Año       | Título                   | Rol                           | Emisión            | Ref.             |
| --------- | ------------------------ | ----------------------------- | ------------------ | ---------------- |
| 2014      | Yo soy                   | Imitadora de Myriam Hernández | Frecuencia Latina  | [cita requerida] |
| 2015-2017 | Ven, baila, quinceañera  | Mariafé Escalante Ríos        | América Televisión | [ 22 ] [ 10 ]    |
| 2020      | De vuelta al barrio      | Ella misma                    | América Televisión | [ 23 ]           |
| 2021      | Mujeres al mando         | Invitada especial             | Latina Televisión  | [cita requerida] |
| 2021      | El artista del año       | Participante (Tercer puesto)  | América Televisión | [ 24 ] [ 13 ]    |
| 2021      | Yo soy: Grandes batallas | Participante de refuerzo      | Latina Televisión  | [ 25 ] [ 7 ]     |